# GMT T1XX
GMT T1XX — автомобильная платформа американской корпорации General Motors для полноразмерных внедорожников и пикапов.

## Описание
Производство платформы GMT T1XX началось в июле 2018 года. Первыми автомобилями на платформе GMT T1XX стали Chevrolet Silverado и GMC Sierra.
Платформа GMT T1XX пришла на смену платформе GMT K2XX. В отличие от предыдущей платформы, в платформе GMT T1XX применяются алюминиевые панели кузова в качестве меры по снижению веса.
В 2020 году на платформе GMT T1XX началось производство внедорожников Chevrolet Tahoe, GMC Yukon, Cadillac Escalade, Chevrolet Suburban, GMC Yukon XL и Cadillac Escalade ESV.

## Применения
| Базовая платформа | Годы производства      | Модель                 | Код                  |
| ----------------- | ---------------------- | ---------------------- | -------------------- |
| GMT1XX            | 2019 — настоящее время | Chevrolet Silverado    | GMT1RC GMT1EC GMT1CC |
| GMT1XX            | 2019 — настоящее время | GMC Sierra             | GMT1RG GMT1EG GMT1CG |
| GMT1XX            | 2019 — настоящее время | Chevrolet Silverado HD | GMT1HC               |
| GMT1XX            | 2019 — настоящее время | GMC Sierra HD          | GMT1HG               |
| GMT1XX            | 2020 — настоящее время | Chevrolet Tahoe        | GMT1UC               |
| GMT1XX            | 2020 — настоящее время | GMC Yukon              | GMT1UG               |
| GMT1XX            | 2020 — настоящее время | Cadillac Escalade      | GMT1UL               |
| GMT1XX            | 2020 — настоящее время | Chevrolet Suburban     | GMT1YC               |
| GMT1XX            | 2020 — настоящее время | GMC Yukon XL           | GMT1YG               |
| GMT1XX            | 2020 — настоящее время | Cadillac Escalade ESV  | GMT1YL               |